# Kurt Caceres
Kurt Caceres (* 18. Oktober 1972 in Napa, Kalifornien als Kurt Heinzman) ist ein US-amerikanischer Schauspieler mexikanisch-deutscher Abstammung.

## Leben und Karriere
Kurt Caceres wuchs im Napa Valley, in Nordkalifornien auf. Seine Mutter kam im Alter von 17 Jahren aus Mexiko in die Vereinigten Staaten, ohne ein einziges Wort Englisch sprechen zu können. Sie wurde später Spanischlehrerin an einer High School in Vallejo. Da ihr Sohn ein guter Football-Spieler war, erhielt er nach dem Highschoolabschluss ein Stipendium für die Sacramento State. Die Hochschule schloss er mit den Abschlüssen Master of Fine Arts in Theater und dem Bachelor of Arts in Management Information Systems erfolgreich ab. Während seiner Zeit auf der High School begann er sich für das Schauspiel zu interessieren und wirkte in Schulaufführungen von West Side Story und Cats mit. Nach dem Uniabschluss lernte er Theater am American Conservatory of Dramatic Arts in San Francisco, bevor er nach Los Angeles zog, um dort als Schauspieler in Film und Fernsehen zu arbeiten.
Caceres Ist seit 1998 als Schauspieler vor der Kamera aktiv. Er war zunächst in einer Episode der Serie Pensacola – Flügel aus Stahl zu sehen. Es folgten Gastauftritte, etwa in JAG – Im Auftrag der Ehre und New York Cops – NYPD Blue, bevor er 2002 die wiederkehrende Rolle des Conrado Gonzalez in der Serie American Family übernahm. Weitere Seriennebenrollen erfolgten in The Shield – Gesetz der Gewalt, Prison Break und in Ghost Whisperer – Stimmen aus dem Jenseits. 
Daneben spielte Caceres in einer Reihe bekannter Serien, wie Lie to Me, Sons of Anarchy, Navy CIS, Criminal Minds, Bones – Die Knochenjägerin, Dexter, Navy CIS: L.A. und Better Call Saul mit.
Gelegentlich ist er auch in Filmen zu sehen oder leiht Videospielfiguren seine Stimme.
Kurt Caceres setzt sich als Aktivist u. a. für den Artenschutz ein. 2011 wurde er Vater einer Tochter.

## Filmografie (Auswahl)
- 1998: Pensacola – Flügel aus Stahl (Pensacola – Wings of Gold, Fernsehserie, Episode 2x03)
- 1998: Profiler (Fernsehserie, Episode 3x03)
- 1999: JAG – Im Auftrag der Ehre (JAG, Fernsehserie, Episode 5x01)
- 2000: Higher Ground (Fernsehserie, Episode 1x07)
- 2002: Save the Last Dance (Fernsehfilm)
- 2002: New York Cops – NYPD Blue (NYPB Blue, Fernsehserie, Episode 9x09)
- 2002: American Family (Fernsehserie, 22 Episoden)
- 2002: Save the Last Dance (Fernsehfilm)
- 2003: First Watch
- 2004: Emergency Room – Die Notaufnahme (ER, Fernsehserie, Episode 10x17)
- 2004–2005: The Shield – Gesetz der Gewalt (The Shield, Fernsehserie, 5 Episoden)
- 2005: Numbers – Die Logik des Verbrechens (Numb3rs, Fernsehserie, Episode 2x08)
- 2005–2006: Prison Break (Fernsehserie, 5 Episoden)
- 2006: World Trade Center
- 2008: The Last Word
- 2008: The Closer (Fernsehserie, Episode 4x07)
- 2008: Ghost Whisperer – Stimmen aus dem Jenseits (Ghost Whisperer, Fernsehserie, 5 Episoden)
- 2009: CSI: Vegas (CSI: Crime Scene Investigation, Fernsehserie, Episode 9x12)
- 2009: Navy CIS (Fernsehserie, Episode 6x15)
- 2009: Dollhouse (Fernsehserie, Episode 1x01)
- 2009: Lie to Me (Fernsehserie, Episode 1x10)
- 2010: Criminal Minds (Fernsehserie, Episode 5x19)
- 2011: General Hospital (Fernsehserie, 9 Episoden)
- 2012: Hollywood Heights (Fernsehserie, 3 Episoden)
- 2012: Sons of Anarchy (Fernsehserie, 2 Episoden)
- 2012: Bones – Die Knochenjägerin (Bones, Fernsehserie, 2 Episoden)
- 2013: Navy CIS: L.A. (Fernsehserie, Episode 4x11)
- 2013: Dexter (Fernsehserie, 2 Episoden)
- 2016: Better Call Saul (Fernsehserie, Episode 2x07)
- 2016: Murder in the First (Fernsehserie, 2 Episoden)
- 2016: The Thinning
- 2016–2018: T@gged (Fernsehserie, 22 Episoden)
- 2017: Murder in the Woods
- 2019: The Rookie (Fernsehserie, Episode 1x17)
- 2019: Boris and the Bomb
- 2020: Hawaii Five-0 (Fernsehserie, Episode 10x17)